# Yoshinori Suzuki
Yoshinori Suzuki (鈴木 義宜, Suzuki Yoshinori), né le 11 septembre 1992, est un footballeur japonais.

## Biographie
Suzuki commence sa carrière professionnelle en 2015 avec le club d'Oita Trinita, club de J2 League. Le club relégué en J3 League à l'issue de la saison 2015. Il est champion de J3 League en 2016 avec cette équipe, obtenant par la même occasion la montée en J2 League. Il est vice-champion de J2 League en 2018 avec cette équipe, obtenant par la même occasion la montée en J1 League. Il dispute un total de 221 matchs avec le club. En 2021, il est transféré au Shimizu S-Pulse.